# Seminary, Mississippi
Seminary là một thành phố thuộc quận Covington, tiểu bang Mississippi, Hoa Kỳ. Năm 2010, dân số của thành phố này là 314 người.

## Dân số
- Dân số năm 2000: 341 người.
- Dân số năm 2010: 314 người.